# SN 2005ar
SN 2005ar – supernowa typu Ib odkryta 10 marca 2005 roku w galaktyce A111519-0346. W momencie odkrycia miała maksymalną jasność 17,70m.